# 浙江大学基础医学院
浙江大学基础医学院是浙江大学医学部的一个学院，其历史最早可追溯到1912年创办的浙江医学专门学校和1945年成立的国立浙江大学医学院。

## 学院简史
1999年浙江大学医学院基础医学系重组确立。
2005年学院获批为“国家基础科学研究和教学人才培养基地”。
2009年基础医学系升格为浙大中层机构建制，并更名为浙江大学基础医学院。

## 重点学科
院（系）目前有8个学科系和1个实验教学中心。共有在校生470人，其中博士后20名、在读博士生213名、在读硕士生234名。拥有4门国家精品课程，获2项国家级教学成果奖二等奖，2项省级教学成果奖一等奖。
- 1个博士后流动站：基础医学
- 3个一级学科博士点：基础医学、药学、生物学。
- 11个二级学科博士点:人体解剖与组织胚胎、免疫学、病理学与病理生理学、病原生物学、法医学、生理学、神经生物学、细胞生物学、遗传学、生物化学与分子生物学、药理学
- 国家级重点培育学科：病理学、病理生理学
- 浙江省重点学科：病理学与病理生理学、生理学、药理学、免疫学[1]

## 师资力量[2]
| 院士                                     | 人数 | 国家级称号（不含院士）     | 人数 | 省级称号                   | 人数 | 职称 | 人数 |
| 中国科学院院士                           | 1    | 享受国务院特殊津贴         | 7    | 浙江省有突出贡献中青年专家 | 2    | 教授 | 82   |
| 德国科学院院士                           | 1    | “百千万人才工程”国家级人选 | 3    | 省级教学名师               | 1    |      |      |
| 第三世界科学院院士                       | 1    | 国家千人计划入选者         | 1    |                            |      |      |      |
| 第三世界科学院兼职院士                   | 4    | 国家杰出青年基金获得者     | 5    |                            |      |      |      |
|                                          |      | 973首席科学家              | 3    |                            |      |      |      |
| 教育部新（跨）世纪优秀人才培养计划入选者 | 7    |                            |      |                            |      |      |      |

## 科研
学院被列为教育部“985”二期建设项目，研究机构如下：
- 4个校级研究所：免疫学、细胞生物学、病理学与法医学、神经科学
- 卫生部重点实验室：医学神经生物学
- 国家食品药品监督管理局重点实验室：呼吸药物研究实验室
- 浙江省重点实验室：疾病蛋白质组学

院（系）教学科研占地3万多平米，科研仪器设备2亿元以上，科研条件和仪器设备已达世界一流水平。院（系）科研人员在肿瘤、代谢综合征、神经科学与精神疾病、医学分子生物学、干细胞和再生医学、遗传与基因组学领域逐渐形成具有国际先进水平的学科群。近三年作为通讯或第一作者单位发表260余篇SCI收录论文。
人均科研经费达两百多万元人民币，学院总科研经费超3.9亿元人民币。学院为全国17个国家教育体制改革 “试点学院”之一，也是医学类学院中的唯一一所，并建立了学校和国家重点支持的“教育教学改革特别试验区”。现有硕士及以上学生500余人。